# Dominicas de Malta
La Congregación de Hermanas Dominicas de Malta (oficialmente en latín: Congregationis Sororum Tertii Ordinis Sancti Dominici a Melita; cooficialmente en inglés: Congregation of Dominican sisters of Malta) es un instituto religioso católico femenino, de vida apostólica y de derecho pontificio, fundado por la maltés Karolina Cauchi, en 1889, en Rabat. A las religiosas de este instituto se les conoce como Dominicas de Malta y posponen a sus nombres las siglas O.P..

## Historia
Los orígenes de la congregación se remontan al monasterio de monjas dominicas, fundado en 1889, por Karolina Cauchi, en Rabat, en la isla de Malta. En 1916 este monasterio abrió primero una casa filial en Lija y luego, en 1954, una comunidad misionera en Ceylon.
El instituto fue agregado a la Orden de los Predicadores en 1893 y recibió la aprobación pontificia, mediante decretum laudis de 1966, del papa Pablo VI.

## Organización
La Congregación de Hermanas Dominicas de Malta es un instituto religioso de derecho pontificio, internacional y centralizado, cuyo gobierno es ejercido por una priora general. La sede central se encuentra en Rabat (Malta).
Las dominicas de Malta se dedican a la pastoral de la salud, a la educación y a las misiones. Estas religiosas forman parte de la familia dominica y visten el hábito tradicional dominico: túnica, escapulario y esclavina blancos y velo negro. En 2017, el instituto contaba con 137 religiosas y 23 comunidades, presentes en Australia, Italia, Malta, Pakistán, Reino Unido y Sri Lanka.